# 10095 Carlloewe
A 10095 Carlloewe (ideiglenes jelöléssel 1991 RP2) a Naprendszer kisbolygóövében található aszteroida. Freimut Börngen, L. D. Schmadel fedezte fel 1991. szeptember 9-én.